# Cervinia synarthra
Cervinia synarthra är en kräftdjursart som beskrevs av Georg Ossian Sars 1904. Cervinia synarthra ingår i släktet Cervinia och familjen Cerviniidae. Arten är reproducerande i Sverige. Inga underarter finns listade i Catalogue of Life.